# Eubaphe daxata
Eubaphe daxata är en fjärilsart som beskrevs av Druce 1894. Eubaphe daxata ingår i släktet Eubaphe och familjen mätare. Inga underarter finns listade i Catalogue of Life.